# En Concert (álbum de Jack Johnson)
En Concert é um álbum ao vivo do músico norte-americano Jack Johnson, lançado nos EUA no final de 2009. Todas as canções deste álbum foram gravadas durante a "Sleep Through the Static World Tour" em 2008.

## Faixas
1. "Belle" / "Banana Pancakes" - 6:19
2. "If I Had Eyes"	4:11
3. "Do You Remember / Remember -	3:46
4. "Sleep Through The Static" - 4:19
5. "Flake" - 5:27
6. "Bubble Toes" / "Express Yourself" - 4:18
7. "Wasting Time" - 5:01
8. "What You Thought You Need"  - 3:57
9. "Country Road" - 2:58	(Jack Johnson & Paula Fuga)
10. "Staple It Together" - 4:02
11. "Sitting, Waiting, Wishing - 3:25
12. "Constellations" - 3:31 (Jack Johnson & Eddie Vedder)
13. "The Horizon Has Been Defeated" / "Mother And Child Reunion" - 4:23
14. "Good People" - 3:36"
15. "All At Once" - 3:45
16. "Gone" - 2:08
17. "Home" - 3:17
18. "Times Like These" - 2:20
19. "Angel" / "Better Together" - 6:13
20. "Go On" / "Upside Down" (Palais Omnisports, Bercy, Peris) iTunes Bonus

Disco: 2 DVD
1. Intro (If I Had Eyes - 11 Seconds - Palais Omnisports, Bercy, Paris)
2. Sleep Through The Static (Palais Omnisports, Bercy, Paris)
3. Belle (Palais Omnisports, Bercy, Paris)
4. Banana Pancakes (Palais Omnisports, Bercy, Paris)
5. No Other Way (Olympia Reitanlage, Munich)
6. Good People (Olympia Reitanlage, Munich)
7. Staple It Together (Olympia Reitanlage, Munich)
8. Flake (Zuiderpark, The Hague)
9. Bubbletoes (Zuiderpark, The Hague)
10. Go On (Kindl-Buhne Wuhlheide, Berlin)
11. Constellations (Watergate Bay, Newquay, UK)
12. Hope (Hyde Park, London)
13. Wasting Time (Hyde Park, London)
14. Hi Tide, Low Tide (Hyde Park, London)
15. If I Had Eyes (Hyde Park for 3:00 Min then Paris for 1:23)
16. All At Once (Palais Omnisports, Bercy, Paris)
17. Angel / Better Together (Palais Omnisports, Bercy, Paris)
18. Monsoon (Palais Omnisports, Bercy, Paris)
19. Rainbow / Buddha (Palais Omnisports, Bercy, Paris)